# 梅利亞多市 (瓜里科州)

梅利亞多市（西班牙語：Municipio Julián Mellado），是委內瑞拉的一個市，位於該國中部瓜里科州，首府設於埃爾松布雷羅，面積2,983平方公里，2001年人口23,649，人口密度每平方公里7.93人。